# Te cunosc de undeva! (Sezonul 8)
Sezonul 8 al emisiunii de divertisment Te cunosc de undeva! a debutat pe Antena 1 la data de 12 septembrie 2015.  Emisiunea a fost prezentată de Alina Pușcaș, (Maria Buză)și Cosmin Seleși.
Juriul este format din Andreea Bălan, Ozana Barabancea, Aurelian Temișan și Andrei Aradits. 
Pe data de 26 decembrie 2015, sezonul 8 a ajuns la final, câștigătorul fiind Florin Ristei. Locul 2 a fost ocupat de Serban Copot, iar locul 3 de Tania Popa.

## Distribuția

### Celebrități
- Andreea Antonescu - cântăreață
- Adrian Enache - cântăreț
- Carmen Simionescu -  cântăreață
- Cezar Ouatu - cântăreț
- Florin Ristei - cântăreț
- Nadir Tamuz - cântăreț
- Șerban Copot - cântăreț
- Tania Popa - actriță
- Viorica și Margherita de la Clejani - cantărețe

### Juriul
- Andreea Bălan
- Ozana Barabancea
- Aurelian Temișan
- Andrei Aradits

### Jurizare
În comparație cu sezoanele trecute, în acest sezon a intervenit o modificare privind jurizarea. În sezoanele trecute participau 8 curenți, în timp ce acum participă 9 concurenți. Astfel, dupa ce concurenții își vor face transformările , fiecare din membrii juriului va acorda note de la 4 la 12, inclusiv nota 11 (noutatea din acest sezon). Dup notarea concurenților se alcătuiește un clasament provizoriu al juriului. La acest clasament se adaugă punctele acordate de concurenți. Și anume, fiecare dintre concurenți are la dispozitie cinci puncte pe care să le acorde artistului preferat. Concurentul cu cel mai mare punctaj după cele două jurizări câștigă ediția respectivă și primește 1000 de euro, pe care urmează să îi doneze. La finalul sezonului, celebritatea câștigătoare va primi 15.000 de euro.

## Interpretări
Legendă:
     Câștigător
| Star                  | Ediția 1                   | Ediția 2            | Ediția 3              | Ediția 4                       | Ediția 5           | Ediția 6                             | Ediția 7                           | Ediția 8                               |
| --------------------- | -------------------------- | ------------------- | --------------------- | ------------------------------ | ------------------ | ------------------------------------ | ---------------------------------- | -------------------------------------- |
| Andreea Antonescu     | Beyonce                    | Paul Anka           | Caro Emerald          | Leona Lewis                    | Andreea Balan      | AXL Rose                             | Naarghita                          | Nadir                                  |
| Adrian Enache         | Maria Dragomiroiu          | Tom Jones           | Monica Anghel         | Haddaway                       | Roman Iagupov      | Ion Dolanescu                        | Viorica de la Clejani              | Raj Kapoor                             |
| Carmen Simionescu     | Sara Montiel               | Dan Spataru         | Kylie Minogue         | Adrian Minune                  | Diana Ross         | SIA                                  | Juanes                             | Janet Jackson                          |
| Cezar Ouatu           | Abel Tesfaye               | Dida Dragan         | Little Richard        | Gheorghe Turda                 | Mihai Margineanu   | Silvia Dumitrescu                    | Richard Wayne                      | Leslie Johnson(Eruption)               |
| Florin Ristei         | Angela Similea             | Radu Ille           | Tina Turner           | Tudor Gheorghe                 | Adam Levine        | Katy Perry                           | Aloe Blacc                         | Amanda Lear                            |
| Nadir Tamuz           | Steven Tyler               | Niculina Stoican    | Amr Diab              | Loredana Groza                 | Leo Iorga          | Nicki Minaj                          | Jean Moscopol                      | Andreea Antonescu                      |
| Șerban Copoț          | UDDI                       | Bryan Adams         | Corina Chiriac        | Robbie Williams                | Laura Lavric       | Elvis Presley                        | Lutricia McNeal                    | Anthony Kiedis                         |
| Tania Popa            | Connect-r                  | Lariss              | Florin Piersic        | Celia Cruz                     | James Brown        | Aretha Franklin                      | Ștefan Hrușcă                      | Daniela Condurache                     |
| Viorica și Margherita | E.Kusturica & G. Bregovici | M.Dauer & M.Nistor  | I.Loghin & Fuego      | Trupa Ottawan                  | Surorile Kessler   | Al Bano & Romina Power               | Jose Carreras & Montserrat Gaballe | Delia Matache & Carlas Dream           |
|                       |                            |                     |                       |                                |                    |                                      |                                    |                                        |
| Star                  | Ediția 9                   | Ediția 10           | Ediția 11             | Ediția 12                      | Ediția 13          | Ediția 14                            | Ediția 15                          | FINALA                                 |
| Andreea Antonescu     | Pink                       | Rihanna             | Madonna               | Stefania Rares                 | Anastacia          | Catalin Crisan                       | Audra Mae                          | Andreea Antonescu & Aurelian Temisan   |
| Adrian Enache         | Maria Butaciu              | Chubby Checker      | CRBL                  | Stela Enache                   | Brian Johnson      | Cher                                 | Pharrell Williams                  | Adrian Enache & Ozana Barabancea       |
| Carmen Simionescu     | Andy Bell                  | Paloma Faith        | Rita Ora              | Inna                           | Ștefan Bănica jr.  | Ellie Goulding                       | Sean Paul                          | Carmen Simionescu & Andreea Balan      |
| Cezar Ouatu           | Tina Turner                | Adrian Enache       | Cynthia Jonnson       | Dona Dumitru Siminica          | Vitas              | Mick Jagger                          | Gabriel Cotabiță                   | Bruno Mars                             |
| Florin Ristei         | Alex Velea                 | Connie Francis      | Bob Marley            | MC Hammer                      | Aneta Stan         | Michael Buble                        | Annie Lennox                       | Prince                                 |
| Nadir Tamuz           | Jason Derulo               | Andra               | Dan Ciotoi            | Enrique Iglesias               | Carmen Radulescu   | Cee Lo Green                         | Luciano Pavarotti                  | Justin Timberlake                      |
| Șerban Copoț          | Raffaela Carra             | James Hetfield      | Smiley                | Freddie Mercury                | Karen Marie Orsted | Aurel Moldoveanu                     | Margareta Pâslaru                  | PSY                                    |
| Tania Popa            | Adele                      | Petrica Matu Stoian | Janis Joplin          | Laura Stoica                   | Andreea Bănică     | Nicole Scherzinger                   | Nelu Vlad                          | Jennifer Lopez                         |
| Viorica și Margherita | Naste din Berceni          | Lady Gaga & RuPaul  | Elton John & Kiki Dee | Nana Mouskouri & Demis Roussos | Bun B & Beyonce    | Stefan Banica senior & Gica Petrescu | Aqua                               | Viorica si Margherita & Andrei Orodici |

## Scor total
Legenda
Numere roșii indică concurentul care a obținut cel mai mic scor.Si cei care nu se calivica in finala
Numere verzi indică concurentul care a obținut cel mai mare scor.Si cei care se califica in finala
     indică concurentul care a părăsit competiția.
     indică concurentul câștigător.
     indică concurentul de pe locul 2.
     indică concurentul de pe locul 3.
| Concurent             | Cel mai mic scor inclusiv finala | Cel mai mare scor inclusiv finala | 1  | 2  | 3  | 4  | 5  | 6  | 7  | 8  | 9  | 10 | 11 | 12 | 13 | 14 | 15 | locuri | Total (1-15) | Finala | Locuri     |
| --------------------- | -------------------------------- | --------------------------------- | -- | -- | -- | -- | -- | -- | -- | -- | -- | -- | -- | -- | -- | -- | -- | ------ | ------------ | ------ | ---------- |
| Andreea Antonescu     | 21                               | 71                                | 35 | 25 | 30 | 36 | 26 | 71 | 39 | 21 | 34 | 38 | 29 | 31 | 32 | 23 | 43 | 8      | 513          | —      | —          |
| Adrian Enache         | 22                               | 65                                | 25 | 50 | 31 | 55 | 40 | 23 | 26 | 48 | 22 | 24 | 38 | 24 | 65 | 29 | 33 | 7      | 533          | —      | —          |
| Carmen Simionescu     | 17                               | 60                                | 55 | 19 | 26 | 17 | 45 | 38 | 26 | 51 | 22 | 60 | 28 | 33 | 30 | 20 | 25 | 9      | 495          | —      | —          |
| Cezar Ouatu           | 22                               | 73                                | 36 | 55 | 39 | 30 | 30 | 22 | 45 | 24 | 31 | 49 | 52 | 48 | 40 | 31 | 27 | 4      | 559          | 73     | Locul 4    |
| Florin Ristei         | 17                               | 92                                | 38 | 48 | 70 | 22 | 68 | 42 | 39 | 38 | 33 | 20 | 29 | 67 | 17 | 37 | 42 | 1      | 610          | 92     | Castigator |
| Nadir Tamuz           | 18                               | 80                                | 24 | 29 | 41 | 46 | 35 | 34 | 22 | 30 | 54 | 43 | 53 | 18 | 30 | 80 | 61 | 2      | 600          | 70     | Locul 5    |
| Serban Copot          | 16                               | 90                                | 54 | 43 | 16 | 28 | 35 | 43 | 36 | 68 | 55 | 38 | 42 | 38 | 33 | 43 | 25 | 3      | 597          | 90     | Locul 2    |
| Tania Popa            | 17                               | 75                                | 30 | 43 | 57 | 49 | 33 | 27 | 17 | 35 | 60 | 22 | 43 | 28 | 34 | 40 | 34 | 5      | 552          | 75     | Locul 3    |
| Viorica si Margherita | 18                               | 83                                | 36 | 21 | 23 | 50 | 21 | 33 | 83 | 18 | 22 | 39 | 19 | 46 | 52 | 30 | 43 | 6      | 536          | —      | —          |

## Ediții

### Ediția 1
- difuzare originală : 12 septembrie 2015

| Nr. | Celebritate           | Scor                | Puncte bonus              | Muzică                                        | Loc | Total |
| --- | --------------------- | ------------------- | ------------------------- | --------------------------------------------- | --- | ----- |
| 01  | Andreea Antonescu     | 35 (8, 12, 10, 5)   | —                         | Beyonce — "Run the World"                     | 6   | 35    |
| 02  | Adrian Enache         | 20(5, 4, 4, 7)      | 5 (Viorica si Margherita) | Maria Dragomiroiu — Soarele de dimineata      | 8   | 25    |
| 03  | Carmen Simionescu     | 35 (10, 8, 7, 10)   | 5 (Adrian Enache)         | Sara Montiel — "Besame mucho"                 | 1   | 55    |
| 03  | Carmen Simionescu     | 35 (10, 8, 7, 10)   | 5 (Florin Ristei)         | Sara Montiel — "Besame mucho"                 | 1   | 55    |
| 03  | Carmen Simionescu     | 35 (10, 8, 7, 10)   | 5 (Cezar Ouatu)           | Sara Montiel — "Besame mucho"                 | 1   | 55    |
| 03  | Carmen Simionescu     | 35 (10, 8, 7, 10)   | 5 (Serban Copot)          | Sara Montiel — "Besame mucho"                 | 1   | 55    |
| 04  | Cezar Ouatu           | 31 (7, 6, 12, 6)    | 5 (Andreea Antonescu)     | Abel Tesfaye — "Earned it"                    | 4/5 | 36    |
| 05  | Florin Ristei         | 33 (11, 5, 8, 9)    | 5 (Carmen Simionescu)     | Angela Similea — "Dupa noapte vine zi"        | 3   | 38    |
| 06  | Nadir Tamuz           | 24 (4, 11, 5, 4)    | —                         | Steven Tyler — "Aerosmith"                    | 9   | 24    |
| 07  | Serban Copot          | 44 (12, 10, 11, 11) | 5 (Nadir Tamuz)           | UDDI — "Aseara ti-am luat basma"              | 2   | 54    |
| 07  | Serban Copot          | 44 (12, 10, 11, 11) | 5 (Tania Popa)            | UDDI — "Aseara ti-am luat basma"              | 2   | 54    |
| 08  | Tania Popa            | 30 (9, 7, 6, 8)     | —                         | Connect-r — "Baga mare"                       | 7   | 30    |
| 09  | Viorica si Margherita | 36 (6, 9, 9, 12)    | —                         | Emir Kusturica & Goran Bregovici — "Bubamara" | 4/5 | 36    |

### Ediția 2
- difuzare originală : 19 septembrie 2015

| Nr. | Celebritate           | Scor               | Puncte bonus              | Muzică                                                 | Loc | Total |
| --- | --------------------- | ------------------ | ------------------------- | ------------------------------------------------------ | --- | ----- |
| 01  | Andreea Antonescu     | 25 (9, 6, 5, 5)    | —                         | Paul Anka — "You are my destiny"                       | 7   | 25    |
| 02  | Adrian Enache         | 45(12, 10, 12, 11) | 5 (Cezar Ouatu)           | Tom Jones — Kiss                                       | 2   | 50    |
| 03  | Carmen Simionescu     | 19 (4, 4, 7, 4)    | —                         | Dan Spataru — "Nu m-am gandit la despartire"           | 9   | 19    |
| 04  | Cezar Ouatu           | 30 (7, 7, 6, 10)   | 5 (Florin Ristei)         | Dida Dragan — "Nu pleca"                               | 1   | 55    |
| 04  | Cezar Ouatu           | 30 (7, 7, 6, 10)   | 5 (Viorica si Margherita) | Dida Dragan — "Nu pleca"                               | 1   | 55    |
| 04  | Cezar Ouatu           | 30 (7, 7, 6, 10)   | 5 (Nadir Tamuz)           | Dida Dragan — "Nu pleca"                               | 1   | 55    |
| 04  | Cezar Ouatu           | 30 (7, 7, 6, 10)   | 5 (Serban Copot)          | Dida Dragan — "Nu pleca"                               | 1   | 55    |
| 04  | Cezar Ouatu           | 30 (7, 7, 6, 10)   | 5 (Carmen Simionescu)     | Dida Dragan — "Nu pleca"                               | 1   | 55    |
| 05  | Florin Ristei         | 38 (11, 11, 8, 8)  | 5 (Tania Popa)            | Radu Ille — "Si-am iubit-o"                            | 3   | 48    |
| 05  | Florin Ristei         | 38 (11, 11, 8, 8)  | 5 (Adrian Enache)         | Radu Ille — "Si-am iubit-o"                            | 3   | 48    |
| 06  | Nadir Tamuz           | 29 (6, 8, 9, 6)    | —                         | Niculina Stoican — "Mandrulita-s pe placere"           | 6   | 29    |
| 07  | Serban Copot          | 38(10, 9, 10, 9)   | 5 (Andreea Antonescu)     | Bryan Adams — Summer of 69                             | 4/5 | 43    |
| 08  | Tania Popa            | 43 (8, 12, 11, 12) | —                         | Lariss — "Dale papi"                                   | 4/5 | 43    |
| 09  | Viorica si Margherita | 21 (5, 5, 4, 7)    | —                         | Mirabela Dauer & Marian Nistor — "Frunza mea albastra" | 8   | 21    |

### Ediția 3
- difuzare originală : 26 septembrie 2015

| Nr. | Celebritate           | Scor                | Puncte bonus              | Muzică                                     | Loc | Total |
| --- | --------------------- | ------------------- | ------------------------- | ------------------------------------------ | --- | ----- |
| 01  | Andreea Antonescu     | 30 (9, 9, 6, 6)     | —                         | Caro Emerald — "That man"                  | 6   | 30    |
| 02  | Adrian Enache         | 31(7, 7, 9, 8)      | —                         | Monica Anghel — Lacrima de jar             | 5   | 31    |
| 03  | Carmen Simionescu     | 26 (6, 8, 5, 7)     | —                         | Kylie Minogue — "The loco-motion"          | 7   | 26    |
| 04  | Cezar Ouatu           | 39(10, 11, 7, 11)   | —                         | Little Richard — Tutti frutti              | 4   | 39    |
| 05  | Florin Ristei         | 45 (11, 12, 12, 10) | 5 (Andreea Antonescu)     | Tina Turner — "When the heartache is over" | 1   | 70    |
| 05  | Florin Ristei         | 45 (11, 12, 12, 10) | 5 (Serban Copot)          | Tina Turner — "When the heartache is over" | 1   | 70    |
| 05  | Florin Ristei         | 45 (11, 12, 12, 10) | 5 (Carmen Simionescu)     | Tina Turner — "When the heartache is over" | 1   | 70    |
| 05  | Florin Ristei         | 45 (11, 12, 12, 10) | 5 (Nadir Tamuz)           | Tina Turner — "When the heartache is over" | 1   | 70    |
| 05  | Florin Ristei         | 45 (11, 12, 12, 10) | 5 (Tania Popa)            | Tina Turner — "When the heartache is over" | 1   | 70    |
| 06  | Nadir Tamuz           | 36 (8, 6, 10, 12)   | 5 (Adrian Enache)         | Amr Diab — "Ell allem allah"               | 3   | 41    |
| 07  | Serban Copot          | 16(4, 4, 4, 4)      | —                         | Corina Chiriac — Pai de ce                 | 9   | 16    |
| 08  | Tania Popa            | 42 (12, 10, 11, 9)  | 5 (Cezar Ouatu)           | Florin Piersic — "Ma dusei la targ"        | 2   | 57    |
| 08  | Tania Popa            | 42 (12, 10, 11, 9)  | 5 (Viorica si Margherita) | Florin Piersic — "Ma dusei la targ"        | 2   | 57    |
| 08  | Tania Popa            | 42 (12, 10, 11, 9)  | 5 (Florin Ristei)         | Florin Piersic — "Ma dusei la targ"        | 2   | 57    |
| 09  | Viorica si Margherita | 23 (5, 5, 8, 5)     | —                         | Fuego & Irina Loghin — "Hora romaneasca"   | 8   | 23    |

### Ediția 4
- difuzare originală : 3 octombrie 2015

| Nr. | Celebritate           | Scor               | Puncte bonus              | Muzică                                     | Loc | Total |
| --- | --------------------- | ------------------ | ------------------------- | ------------------------------------------ | --- | ----- |
| 01  | Andreea Antonescu     | 26 (5, 8, 8, 5)    | 5 (Cezar Ouatu)           | Leona Lewis — "Bleeding love"              | 5   | 36    |
| 01  | Andreea Antonescu     | 26 (5, 8, 8, 5)    | 5 (Viorica si Margherita) | Leona Lewis — "Bleeding love"              | 5   | 36    |
| 02  | Adrian Enache         | 45(11, 12, 10, 12) | 5 (Nadir Tamuz)           | Haddaway — What is love                    | 1   | 55    |
| 02  | Adrian Enache         | 45(11, 12, 10, 12) | 5 (Florin Ristei)         | Haddaway — What is love                    | 1   | 55    |
| 03  | Carmen Simionescu     | 17 (4, 5, 4, 4)    | —                         | Adrian Minune — "Jumatate tu, jumatate eu" | 9   | 17    |
| 04  | Cezar Ouatu           | 30(6, 7, 9, 8)     | —                         | Gheorghe Turda — De ce beau eu cate un pic | 6   | 30    |
| 05  | Florin Ristei         | 22 (7, 4, 5, 6)    | —                         | Tudor Gheorghe — "Nunuto"                  | 8   | 22    |
| 06  | Nadir Tamuz           | 41 (9, 9, 12, 11)  | 5 (Adrian Enache)         | Loredana Groza — "Ofata singura in noapte" | 4   | 46    |
| 07  | Serban Copot          | 28(8, 6, 7, 7)     | —                         | Robbie Williams — Me and my monkey         | 7   | 28    |
| 08  | Tania Popa            | 39 (12, 11, 6, 10) | 5 (Serban Copot)          | Celia Cruz — "La negra tiene tumbao"       | 3   | 49    |
| 08  | Tania Popa            | 39 (12, 11, 6, 10) | 5 (Carmen Simionescu)     | Celia Cruz — "La negra tiene tumbao"       | 3   | 49    |
| 09  | Viorica si Margherita | 40 (10, 10, 11, 9) | 5 (Tania Popa)            | Trupa Ottawan — "Hands up"                 | 2   | 50    |
| 09  | Viorica si Margherita | 40 (10, 10, 11, 9) | 5 (Andreea Antonescu)     | Trupa Ottawan — "Hands up"                 | 2   | 50    |

### Ediția 5
- difuzare originală : 10 octombrie 2015

| Nr. | Celebritate           | Scor                | Puncte bonus              | Muzică                                           | Loc | Total |
| --- | --------------------- | ------------------- | ------------------------- | ------------------------------------------------ | --- | ----- |
| 01  | Andreea Antonescu     | 26 (5, 10, 4, 7)    | —                         | Andreea Balan — "Baila"                          | 8   | 26    |
| 02  | Adrian Enache         | 40(7, 11, 11, 11)   | —                         | Roman Iagupov — Nunta                            | 3   | 40    |
| 03  | Carmen Simionescu     | 35 (11, 6, 10, 8)   | 5 (Nadir Tamuz)           | Diana Ross — "I will survive"                    | 2   | 45    |
| 03  | Carmen Simionescu     | 35 (11, 6, 10, 8)   | 5 (Cezar Ouatu)           | Diana Ross — "I will survive"                    | 2   | 45    |
| 04  | Cezar Ouatu           | 30(9, 5, 6, 10)     | —                         | Mihai Margineanu — Melci , scoici , raci , craci | 7   | 30    |
| 05  | Florin Ristei         | 48 (12, 12, 12, 12) | 5 (Tania Popa)            | Adam Levine — "One more night"                   | 1   | 68    |
| 05  | Florin Ristei         | 48 (12, 12, 12, 12) | 5 (Andreea Antonescu)     | Adam Levine — "One more night"                   | 1   | 68    |
| 05  | Florin Ristei         | 48 (12, 12, 12, 12) | 5 (Carmen Simionescu)     | Adam Levine — "One more night"                   | 1   | 68    |
| 05  | Florin Ristei         | 48 (12, 12, 12, 12) | 5 (Viorica si Margherita) | Adam Levine — "One more night"                   | 1   | 68    |
| 06  | Nadir Tamuz           | 25 (6, 4, 9, 6)     | 5 (Serban Copot)          | Leo Iorga — "Trenul pierdut"                     | 4-5 | 35    |
| 06  | Nadir Tamuz           | 25 (6, 4, 9, 6)     | 5 (Florin Ristei)         | Leo Iorga — "Trenul pierdut"                     | 4-5 | 35    |
| 07  | Serban Copot          | 35(10, 8, 8, 9)     | —                         | Laura Lavric — Hopa , hop si iara hop            | 4-5 | 35    |
| 08  | Tania Popa            | 28 (8, 9, 7, 4)     | 5 (Adrian Enache)         | James Brown — "Sex machine"                      | 6   | 33    |
| 09  | Viorica si Margherita | 21 (4, 7, 5, 5)     | —                         | Surorile Kessler — "Quando , quando"             | 9   | 21    |

### Ediția 6
- difuzare originală : 17 octombrie 2015

| Nr. | Celebritate           | Scor                | Puncte bonus              | Muzică                                    | Loc | Total |
| --- | --------------------- | ------------------- | ------------------------- | ----------------------------------------- | --- | ----- |
| 01  | Andreea Antonescu     | 46 (12, 10, 12, 12) | 5 (Cezar Ouatu)           | Axl Rose — "Paradise city"                | 1   | 71    |
| 01  | Andreea Antonescu     | 46 (12, 10, 12, 12) | 5 (Tania Popa)            | Axl Rose — "Paradise city"                | 1   | 71    |
| 01  | Andreea Antonescu     | 46 (12, 10, 12, 12) | 5 (Carmen Simionescu)     | Axl Rose — "Paradise city"                | 1   | 71    |
| 01  | Andreea Antonescu     | 46 (12, 10, 12, 12) | 5 (Serban Copot)          | Axl Rose — "Paradise city"                | 1   | 71    |
| 01  | Andreea Antonescu     | 46 (12, 10, 12, 12) | 5 (Florin Ristei)         | Axl Rose — "Paradise city"                | 1   | 71    |
| 02  | Adrian Enache         | 23(7, 4, 7, 5)      | —                         | Ion Dolanescu — Tanta                     | 8   | 23    |
| 03  | Carmen Simionescu     | 33 (11, 5, 8, 9)    | 5 (Viorica si Margherita) | SIA — "California dreamin"                | 4   | 38    |
| 04  | Cezar Ouatu           | 22(5, 8, 5, 4)      | —                         | Silvia Dumitrescu — Dansul                | 9   | 22    |
| 05  | Florin Ristei         | 42(8, 12, 11 , 11)  | —                         | Katy Perry — California gurls             | 3   | 42    |
| 06  | Nadir Tamuz           | 29 (4, 11, 6, 8)    | 5 (Andreea Antonescu)     | Nicki Minaj — "Hey,mama"                  | 5   | 34    |
| 07  | Serban Copot          | 38(9, 9, 10, 10)    | 5 (Nadir Tamuz)           | Elvis Presley — Viva las Vegas            | 2   | 43    |
| 08  | Tania Popa            | 27 (10, 6, 4, 7)    | —                         | Aretha Franklin — "I say a little prayer" | 7   | 27    |
| 09  | Viorica si Margherita | 28 (6, 7, 9, 6)     | 5 (Adrian Enache)         | Al Bano & Romina Power — "Sempre sempre"  | 6   | 33    |

### Ediția 7
- difuzare originală : 24 octombrie 2015

| Nr. | Celebritate           | Scor               | Puncte bonus              | Muzică                                             | Loc | Total |
| --- | --------------------- | ------------------ | ------------------------- | -------------------------------------------------- | --- | ----- |
| 01  | Andreea Antonescu     | 39 (10, 10, 11, 8) | —                         | Naarghita — "Chal,Chal mere saathi"                | 3-4 | 39    |
| 02  | Adrian Enache         | 26(6, 7, 7, 6)     | —                         | Viorica de la Clejani — Cine numele mi-l poarta    | 6-7 | 26    |
| 03  | Carmen Simionescu     | 26 (7, 6, 8, 5)    | —                         | Juanes — "Me enamora"                              | 6-7 | 26    |
| 04  | Cezar Ouatu           | 45(11, 12, 10, 12) | —                         | Richard Wayne — Chim chim cheree                   | 2   | 45    |
| 05  | Florin Ristei         | 39 (9, 9, 12, 9)   | —                         | Aloe Blacc — "I need a dollar"                     | 3-4 | 39    |
| 06  | Nadir Tamuz           | 22 (4, 5, 6, 7)    | —                         | Jean Moscopol — "Vrei sa ne-ntalnim sambata seara" | 8   | 22    |
| 07  | Serban Copot          | 31(8, 8, 5, 10)    | 5 (Viorica si Margherita) | Lutricia McNeal — Perfect love                     | 5   | 36    |
| 08  | Tania Popa            | 17 (5, 4, 4, 4)    | —                         | Stefan Hrusca — "Un copac cu flori"                | 9   | 17    |
| 09  | Viorica si Margherita | 43 (12, 11, 9, 11) | 5 (Adrian Enache)         | Jose Carreras & Montserrat Gaballe — "Brindisi"    | 1   | 83    |
| 09  | Viorica si Margherita | 43 (12, 11, 9, 11) | 5 (Tania Popa)            | Jose Carreras & Montserrat Gaballe — "Brindisi"    | 1   | 83    |
| 09  | Viorica si Margherita | 43 (12, 11, 9, 11) | 5 (Serban Copot)          | Jose Carreras & Montserrat Gaballe — "Brindisi"    | 1   | 83    |
| 09  | Viorica si Margherita | 43 (12, 11, 9, 11) | 5 (Nadir Tamuz)           | Jose Carreras & Montserrat Gaballe — "Brindisi"    | 1   | 83    |
| 09  | Viorica si Margherita | 43 (12, 11, 9, 11) | 5 (Carmen Simionescu)     | Jose Carreras & Montserrat Gaballe — "Brindisi"    | 1   | 83    |
| 09  | Viorica si Margherita | 43 (12, 11, 9, 11) | 5 (Cezar Ouatu)           | Jose Carreras & Montserrat Gaballe — "Brindisi"    | 1   | 83    |
| 09  | Viorica si Margherita | 43 (12, 11, 9, 11) | 5 (Andreea Antonescu)     | Jose Carreras & Montserrat Gaballe — "Brindisi"    | 1   | 83    |
| 09  | Viorica si Margherita | 43 (12, 11, 9, 11) | 5 (Florin Ristei)         | Jose Carreras & Montserrat Gaballe — "Brindisi"    | 1   | 83    |

### Ediția 8
- difuzare originală : 31 octombrie 2015

| Nr. | Celebritate           | Scor                | Puncte bonus              | Muzică                                    | Loc | Total |
| --- | --------------------- | ------------------- | ------------------------- | ----------------------------------------- | --- | ----- |
| 01  | Andreea Antonescu     | 21 (5, 5, 5, 6)     | —                         | Nadir — "Vita bella"                      | 8   | 21    |
| 02  | Adrian Enache         | 38 (9, 10, 9, 10)   | 5 (Serban Copot)          | Raj Kapoor — "Mera naam joker"            | 3   | 48    |
| 02  | Adrian Enache         | 38 (9, 10, 9, 10)   | 5 (Nadir Tamuz)           | Raj Kapoor — "Mera naam joker"            | 3   | 48    |
| 03  | Carmen Simionescu     | 46 (11, 12, 12, 11) | 5 (Florin Ristei)         | Janet Jackson — "Escapade"                | 2   | 51    |
| 04  | Cezar Ouatu           | 24(7, 6, 4, 7)      | —                         | Leslie Johnson(Eruption) — One way ticket | 7   | 24    |
| 05  | Florin Ristei         | 38 (8, 8, 10, 12)   | —                         | Amanda Lear — "Give a bit mmh to me"      | 4   | 38    |
| 06  | Nadir Tamuz           | 25 (6, 7, 7, 5)     | 5 (Andreea Antonescu)     | Andreea Antonescu — "Pune-o pe repeat"    | 6   | 30    |
| 07  | Serban Copot          | 43 (12, 11, 11, 9)  | 5 (Cezar Ouatu)           | Anthony Kiedis — "Give it away"           | 1   | 68    |
| 07  | Serban Copot          | 43 (12, 11, 11, 9)  | 5 (Tania Popa)            | Anthony Kiedis — "Give it away"           | 1   | 68    |
| 07  | Serban Copot          | 43 (12, 11, 11, 9)  | 5 (Viorica si Margherita) | Anthony Kiedis — "Give it away"           | 1   | 68    |
| 07  | Serban Copot          | 43 (12, 11, 11, 9)  | 5 (Adrian Enache)         | Anthony Kiedis — "Give it away"           | 1   | 68    |
| 07  | Serban Copot          | 43 (12, 11, 11, 9)  | 5 (Carmen Simionescu)     | Anthony Kiedis — "Give it away"           | 1   | 68    |
| 08  | Tania Popa            | 35 (10, 9, 8, 8)    | —                         | Daniela Condurache — "Primarul"           | 5   | 35    |
| 09  | Viorica si Margherita | 18 (4, 4, 6, 4)     | —                         | Delia & Carlas Dreams — "Cum ne noi"      | 9   | 18    |

### Ediția 9
- difuzare originală : 7 noiembrie 2015

| Nr. | Celebritate           | Scor                | Puncte bonus              | Muzică                                            | Loc   | Total |
| --- | --------------------- | ------------------- | ------------------------- | ------------------------------------------------- | ----- | ----- |
| 01  | Andreea Antonescu     | 34(8, 11, 8, 7)     | —                         | Pink — U+Ur Hand                                  | 4     | 34    |
| 02  | Adrian Enache         | 22(4, 4, 6, 8)      | —                         | Maria Butaciu — Aoleu , ce ploaie vine de la Cluj | 7-8-9 | 22    |
| 03  | Carmen Simionescu     | 22 (6, 8, 4, 4)     | —                         | Andy Bell(Erasure) — "Always"                     | 7-8-9 | 22    |
| 04  | Cezar Ouatu           | 31(7, 5, 10, 9)     | —                         | Tina Turner — Golden eye                          | 6     | 31    |
| 05  | Florin Ristei         | 33 (9, 9, 9, 6)     | —                         | Alex Velea — "Defectul tau sunt eu"               | 5     | 33    |
| 06  | Nadir Tamuz           | 44 (10, 10, 12, 12) | 5 (Adrian Enache)         | Jason Derulo — "Want to want me"                  | 3     | 54    |
| 06  | Nadir Tamuz           | 44 (10, 10, 12, 12) | 5 (Tania Popa)            | Jason Derulo — "Want to want me"                  | 3     | 54    |
| 07  | Serban Copot          | 40 (11, 12, 7, 10)  | 5 (Florin Ristei)         | Raffaella Carra — "A far l'amore comincia tu"     | 2     | 55    |
| 07  | Serban Copot          | 40 (11, 12, 7, 10)  | 5 (Cezar Ouatu)           | Raffaella Carra — "A far l'amore comincia tu"     | 2     | 55    |
| 07  | Serban Copot          | 40 (11, 12, 7, 10)  | 5 (Nadir Tamuz)           | Raffaella Carra — "A far l'amore comincia tu"     | 2     | 55    |
| 08  | Tania Popa            | 40 (12, 6, 11, 11)  | 5 (Viorica si Margherita) | Adele — "Skyfall"                                 | 1     | 60    |
| 08  | Tania Popa            | 40 (12, 6, 11, 11)  | 5 (Carmen Simionescu)     | Adele — "Skyfall"                                 | 1     | 60    |
| 08  | Tania Popa            | 40 (12, 6, 11, 11)  | 5 (Andreea Antonescu)     | Adele — "Skyfall"                                 | 1     | 60    |
| 08  | Tania Popa            | 40 (12, 6, 11, 11)  | 5 (Serban Copot)          | Adele — "Skyfall"                                 | 1     | 60    |
| 09  | Viorica si Margherita | 22 (5, 7, 5, 5)     | —                         | Naste din Berceni — "S-a maritat armata"          | 7-8-9 | 22    |

### Ediția 10
- difuzare originală : 14 noiembrie 2015

| Nr. | Celebritate           | Scor                | Puncte bonus              | Muzică                                         | Loc | Total |
| --- | --------------------- | ------------------- | ------------------------- | ---------------------------------------------- | --- | ----- |
| 01  | Andreea Antonescu     | 38 (8, 10, 8, 12)   | —                         | Rihanna — "S&M"                                | 5/6 | 38    |
| 02  | Adrian Enache         | 24(5, 7, 5, 7)      | —                         | Chubby Checker — Limbo rock                    | 7   | 24    |
| 03  | Carmen Simionescu     | 45 (12, 11, 12, 10) | 5 (Andreea Antonescu)     | Paloma Faith — "Upside down"                   | 1   | 60    |
| 03  | Carmen Simionescu     | 45 (12, 11, 12, 10) | 5 (Serban Copot)          | Paloma Faith — "Upside down"                   | 1   | 60    |
| 03  | Carmen Simionescu     | 45 (12, 11, 12, 10) | 5 (Nadir Tamuz)           | Paloma Faith — "Upside down"                   | 1   | 60    |
| 04  | Cezar Ouatu           | 39 (11, 12, 7, 9)   | 5 (Florin Ristei)         | Adrian Enache — "Filme, traim ca-n filme"      | 2   | 49    |
| 04  | Cezar Ouatu           | 39 (11, 12, 7, 9)   | 5 (Adrian Enache)         | Adrian Enache — "Filme, traim ca-n filme"      | 2   | 49    |
| 05  | Florin Ristei         | 20 (4, 6, 6, 4)     | —                         | Connie Francis — "Lipstick on your collar"     | 9   | 20    |
| 06  | Nadir Tamuz           | 38 (7, 9, 11, 11)   | 5 (Viorica si Margherita) | Andra — "Falava"                               | 3   | 43    |
| 07  | Serban Copot          | 33(10, 5, 10, 8)    | 5 (Tania Popa)            | James Hetfield —„Nothing else matters”         | 5/6 | 38    |
| 08  | Tania Popa            | 22 (9, 4, 4, 5)     | —                         | Petrica Matu Stoian — "Joaca lumea, joc si eu" | 8   | 22    |
| 09  | Viorica si Margherita | 29 (6, 8, 9, 6)     | 5 (Cezar Ouatu)           | Lady Gaga & RuPaul — "Fashion"                 | 4   | 39    |
| 09  | Viorica si Margherita | 29 (6, 8, 9, 6)     | 5 (Carmen Simionescu)     | Lady Gaga & RuPaul — "Fashion"                 | 4   | 39    |

### Ediția 11
- difuzare originală : 21 noiembrie 2015

| Nr. | Celebritate           | Scor                | Puncte bonus              | Muzică                                               | Loc | Total |
| --- | --------------------- | ------------------- | ------------------------- | ---------------------------------------------------- | --- | ----- |
| 01  | Andreea Antonescu     | 29 (4, 12, 5, 8)    | —                         | Madonna — "Bitch I'm Madonna"                        | 6/7 | 29    |
| 02  | Adrian Enache         | 38(7, 11, 9, 11)    | —                         | CRBL — Din studio                                    | 5   | 38    |
| 03  | Carmen Simionescu     | 28 (8, 7, 8, 5)     | —                         | Rita Ora — "Poison"                                  | 8   | 28    |
| 04  | Cezar Ouatu           | 42 (10, 10, 12, 10) | 5 (Viorica si Margherita) | Cyntia Johnson — "Funckytown"                        | 2   | 52    |
| 04  | Cezar Ouatu           | 42 (10, 10, 12, 10) | 5 (Andreea Antonescu)     | Cyntia Johnson — "Funckytown"                        | 2   | 52    |
| 05  | Florin Ristei         | 24 (6, 5, 6, 7)     | 5 (Carmen Simionescu)     | Bob Marley — "Buffalo soldier"                       | 6/7 | 29    |
| 06  | Nadir Tamuz           | 38 (11, 4, 11, 12)  | 5 (Florin Ristei)         | Dan Ciotoi — "Frate, fratiorul meu"                  | 1   | 53    |
| 06  | Nadir Tamuz           | 38 (11, 4, 11, 12)  | 5 (Adrian Enache)         | Dan Ciotoi — "Frate, fratiorul meu"                  | 1   | 53    |
| 06  | Nadir Tamuz           | 38 (11, 4, 11, 12)  | 5 (Tania Popa)            | Dan Ciotoi — "Frate, fratiorul meu"                  | 1   | 53    |
| 07  | Serban Copot          | 37(9, 9, 10, 9)     | 5 (Cezar Ouatu)           | Smiley — Oarecare                                    | 4   | 42    |
| 08  | Tania Popa            | 33 (12, 8, 7, 6)    | 5 (Serban Copot)          | Janis Joplin — "Cry baby"                            | 3   | 43    |
| 08  | Tania Popa            | 33 (12, 8, 7, 6)    | 5 (Nadir Tamuz)           | Janis Joplin — "Cry baby"                            | 3   | 43    |
| 09  | Viorica si Margherita | 19 (5, 6, 4, 4)     | —                         | Eltom John & Kiki Dee — "Don't go breaking my heart" | 9   | 19    |

### Ediția 12
- Difuzare originală : 28 noiembrie 2015

| Nr. | Celebritate           | Scor                | Puncte bonus              | Muzică                                          | Loc | Total |
| --- | --------------------- | ------------------- | ------------------------- | ----------------------------------------------- | --- | ----- |
| 01  | Andreea Antonescu     | 31 (8, 7, 9, 7)     | —                         | Ștefania Rareș — "Hai la joc, flăcăi și fete"   | 6   | 31    |
| 02  | Adrian Enache         | 19(5, 4, 6, 4)      | 5 (Șerban Copot)          | Stela Enache — Să nu uitam să iubim trandafirii | 8   | 24    |
| 03  | Carmen Simionescu     | 33 (9, 11, 7, 6)    | —                         | Inna — "Bop bop"                                | 5   | 33    |
| 04  | Cezar Ouatu           | 38 (12, 6, 10, 10)  | 5 (Adrian Enache)         | Dona Dumitru Siminica — "Cine are fată mare"    | 2   | 48    |
| 04  | Cezar Ouatu           | 38 (12, 6, 10, 10)  | 5 (Tania Popa)            | Dona Dumitru Siminica — "Cine are fată mare"    | 2   | 48    |
| 05  | Florin Ristei         | 47 (11, 12, 12, 12) | 5 (Nadir Tamuz)           | MC Hammer — "Here commes the hammer"            | 1   | 67    |
| 05  | Florin Ristei         | 47 (11, 12, 12, 12) | 5 (Andreea Antonescu)     | MC Hammer — "Here commes the hammer"            | 1   | 67    |
| 05  | Florin Ristei         | 47 (11, 12, 12, 12) | 5 (Viorica și Margherita) | MC Hammer — "Here commes the hammer"            | 1   | 67    |
| 05  | Florin Ristei         | 47 (11, 12, 12, 12) | 5 (Carmen Simionescu)     | MC Hammer — "Here commes the hammer"            | 1   | 67    |
| 06  | Nadir Tamuz           | 18 (4, 5, 4, 5)     | —                         | Enrique Iglesias — "El Perdón"                  | 9   | 18    |
| 07  | Șerban Copot          | 33(6, 10, 8, 9)     | 5 (Cezar Ouatu)           | Freddie Mercury — The Great Pretender           | 4   | 38    |
| 08  | Tania Popa            | 28 (7, 8, 5, 8)     | —                         | Laura Stoica — "Un actor grăbit"                | 7   | 28    |
| 09  | Viorica și Margherita | 41 (10, 9, 11, 11)  | 5 (Florin Ristei)         | Nana Mouskouri & Demis Roussos — "Milisse mou"  | 3   | 46    |

### Ediția 13
- Difuzare originală : 5 decembrie 2015

| Nr. | Celebritate           | Scor               | Puncte bonus              | Muzică                              | Loc | Total |
| --- | --------------------- | ------------------ | ------------------------- | ----------------------------------- | --- | ----- |
| 01  | Andreea Antonescu     | 32 (10, 8, 7, 7)   | —                         | Anastacia — "Paid my dues"          | 6   | 32    |
| 02  | Adrian Enache         | 45 (12, 9, 12, 12) | 5 (Florin Ristei)         | Brian Johnson — "Highway to hell"   | 1   | 65    |
| 02  | Adrian Enache         | 45 (12, 9, 12, 12) | 5 (Cezar Ouatu)           | Brian Johnson — "Highway to hell"   | 1   | 65    |
| 02  | Adrian Enache         | 45 (12, 9, 12, 12) | 5 (Tania Popa)            | Brian Johnson — "Highway to hell"   | 1   | 65    |
| 02  | Adrian Enache         | 45 (12, 9, 12, 12) | 5 (Nadir Tamuz)           | Brian Johnson — "Highway to hell"   | 1   | 65    |
| 03  | Carmen Simionescu     | 30 (9, 7, 6, 8)    | —                         | Stefan Banica jr. — "Superlove"     | 7/8 | 30    |
| 04  | Cezar Ouatu           | 30 (6, 5, 10, 9)   | 5 (Viorica și Margherita) | Vitas — "Lucia di Lammermoorr"      | 3   | 40    |
| 04  | Cezar Ouatu           | 30 (6, 5, 10, 9)   | 5 (Serban Copot)          | Vitas — "Lucia di Lammermoorr"      | 3   | 40    |
| 05  | Florin Ristei         | 17 (4, 4, 4, 5)    | —                         | Aneta Stan — "Am iubit si eu odata" | 9   | 17    |
| 06  | Nadir Tamuz           | 25 (5, 6, 8, 6)    | 5 (Andreea Antonescu)     | Carmen Radulescu — "Nu stiu"        | 7/8 | 30    |
| 07  | Serban Copot          | 33 (7, 11, 5, 10)  | —                         | Karen Marie Orsted — "Lean on"      | 5   | 33    |
| 08  | Tania Popa            | 34 (11, 10, 9, 4)  | —                         | Andreea Banica — "Rupem boxele"     | 4   | 34    |
| 09  | Viorica și Margherita | 42 (8, 12, 11, 11) | 5 (Adrian Enache)         | Bun B & Beyonce — "Check on it"     | 2   | 52    |
| 09  | Viorica și Margherita | 42 (8, 12, 11, 11) | 5 (Carmen Simionescu)     | Bun B & Beyonce — "Check on it"     | 2   | 52    |

### Ediția 14
- difuzare originală : 12 decembrie 2015

| Nr. | Celebritate           | Scor                | Puncte bonus              | Muzică                                                  | Loc | Total |
| --- | --------------------- | ------------------- | ------------------------- | ------------------------------------------------------- | --- | ----- |
| 01  | Andreea Antonescu     | 23 (5, 6, 6, 6)     | —                         | Catalin Crisan — "Daca pleci"                           | 8   | 23    |
| 02  | Adrian Enache         | 24 (4, 5, 11, 4)    | 5 (Andreea Antonescu)     | Cher — "Walking in Memphis"                             | 7   | 29    |
| 03  | Carmen Simionescu     | 20 (7, 4, 4, 5)     | —                         | Ellie Goulding — "Love me like you do"                  | 9   | 20    |
| 04  | Cezar Ouatu           | 31 (8, 11, 5, 7)    | —                         | Mick Jagger — "Paint it black"                          | 5   | 31    |
| 05  | Florin Ristei         | 37 (10, 8, 9, 10)   | —                         | Michael Buble — "It's a beautiful day"                  | 4   | 37    |
| 06  | Nadir Tamuz           | 45 (12, 10, 12, 11) | 5 (Serban Copot)          | Cee Lo Green — "Forget you"                             | 1   | 80    |
| 06  | Nadir Tamuz           | 45 (12, 10, 12, 11) | 5 (Tania Popa)            | Cee Lo Green — "Forget you"                             | 1   | 80    |
| 06  | Nadir Tamuz           | 45 (12, 10, 12, 11) | 5 (Florin Ristei)         | Cee Lo Green — "Forget you"                             | 1   | 80    |
| 06  | Nadir Tamuz           | 45 (12, 10, 12, 11) | 5 (Viorica si Margherita) | Cee Lo Green — "Forget you"                             | 1   | 80    |
| 06  | Nadir Tamuz           | 45 (12, 10, 12, 11) | 5 (Carmen Simionescu)     | Cee Lo Green — "Forget you"                             | 1   | 80    |
| 06  | Nadir Tamuz           | 45 (12, 10, 12, 11) | 5 (Adrian Enache)         | Cee Lo Green — "Forget you"                             | 1   | 80    |
| 06  | Nadir Tamuz           | 45 (12, 10, 12, 11) | 5 (Cezar Ouatu)           | Cee Lo Green — "Forget you"                             | 1   | 80    |
| 07  | Serban Copot          | 38 (11, 9, 10, 8)   | 5 (Nadir Tamuz)           | Aurel Moldoveanu — "Fata dobrogeana"                    | 2   | 43    |
| 08  | Tania Popa            | 40 (9, 12, 7, 12)   | —                         | Nicole Scherzinger — "Wet"                              | 3   | 40    |
| 09  | Viorica si Margherita | 30 (6, 7, 8, 9)     | —                         | Stefan Banica sr. & Gica Petrescu — "Un duet de pomina" | 6   | 30    |

### Ediția 15
- difuzare originală : 19 decembrie 2015

| Nr. | Celebritate           | Scor                | Puncte bonus              | Muzică                                       | Loc | Total |
| --- | --------------------- | ------------------- | ------------------------- | -------------------------------------------- | --- | ----- |
| 01  | Andreea Antonescu     | 43 (12, 9, 10, 12)  | —                         | Audra Mae — "Addicted to you"                | 2/3 | 43    |
| 02  | Adrian Enache         | 28(5, 8, 5, 10)     | 5 (Viorica si Margherita) | Pharrell Williams — Marilyn Monroe           | 6   | 33    |
| 03  | Carmen Simionescu     | 25 (6, 6, 7, 6)     | —                         | Sean Paul — "So fine"                        | 8/9 | 25    |
| 04  | Cezar Ouatu           | 27 (7, 7, 9, 4)     | —                         | Gabriel Cotabita — "Noapte albastra"         | 7   | 27    |
| 05  | Florin Ristei         | 37 (10, 11, 11, 5)  | 5 (Carmen Simionescu)     | Annie Lennox — "There must be an angel"      | 4   | 42    |
| 06  | Nadir Tamuz           | 46 (11, 12, 12, 11) | 5 (Florin Ristei)         | Luciano Pavarotti — "Caruso"                 | 1   | 61    |
| 06  | Nadir Tamuz           | 46 (11, 12, 12, 11) | 5 (Tania Popa)            | Luciano Pavarotti — "Caruso"                 | 1   | 61    |
| 06  | Nadir Tamuz           | 46 (11, 12, 12, 11) | 5 (Cezar Ouatu)           | Luciano Pavarotti — "Caruso"                 | 1   | 61    |
| 07  | Serban Copot          | 20(4, 5, 4, 7)      | 5 (Adrian Enache)         | Margareta Paslaru — Azi vreau sa rad din nou | 8/9 | 25    |
| 08  | Tania Popa            | 29(9, 4, 8, 8)      | 5 (Andreea Antonescu)     | Nelu Vlad — In statie la Lizeanu             | 5   | 34    |
| 09  | Viorica si Margherita | 33 (8, 10, 6, 9)    | 5 (Serban Copot)          | Aqua — "Doctor Jones"                        | 2/3 | 43    |
| 09  | Viorica si Margherita | 33 (8, 10, 6, 9)    | 5 (Nadir Tamuz)           | Aqua — "Doctor Jones"                        | 2/3 | 43    |

### Ediția 16 - Finala
- difuzare originală : 26 decembrie 2015

| Nr. | Celebritate                            | Muzică |
| --- | -------------------------------------- | ------ |
| 01  | Andreea Antonescu & Aurelian Temisan   |        |
| 02  | Adrian Enache & Ozana Barabancea       |        |
| 03  | Carmen Simionescu & Andreea Balan      |        |
| 04  | Viorica si Margherita & Andrei Aradits |        |

| Nr. | Celebritate   | Scor A.Aradits | Scor A.Balan | Scor O.Barabancea | Scor A.Temisan | Scor A.Antonescu | Scor A.Enache | Scor C.Simionescu | Scor Vio&Marghe | Muzică                              | Total | Rezultat final |
| --- | ------------- | -------------- | ------------ | ----------------- | -------------- | ---------------- | ------------- | ----------------- | --------------- | ----------------------------------- | ----- | -------------- |
| 01  | Cezar Ouatu   | 8              | 8            | 10                | 9              | 10               | 10            | 8                 | 10              | Bruno Mars — "Locked out of Heaven" | 73    | Locul 4        |
| 02  | Florin Ristei | 12             | 11           | 12                | 10             | 12               | 11            | 12                | 12              | Prince — "Cream"                    | 92    | Câștigător     |
| 03  | Nadir Tamuz   | 9              | 9            | 8                 | 8              | 9                | 9             | 9                 | 9               | Justin Timberlake — "Sexy Back"     | 70    | Locul 5        |
| 04  | Serban Copot  | 11             | 12           | 11                | 12             | 11               | 12            | 10                | 11              | PSY — "Gentleman"                   | 90    | Locul 2        |
| 05  | Tania Popa    | 10             | 10           | 9                 | 11             | 8                | 8             | 11                | 8               | Jennifer Lopez — "On the floor"     | 75    | Locul 3        |